# 戚姬苑
戚姬苑，位于中国江苏省徐州市睢宁县梁集乡王行村，传说是汉文帝为纪念汉高祖之妃子戚夫人所建。据现存的乾隆六十年（1795年）碑刻记载，“戚姬院创自汉时，前无可考，迨永平二年已经重建，及康熙□三年于（与）乾隆二十六年又经两次修造”，乾隆四十五、四十六年因黄河漫溢被冲毁后再次重建。戚姬苑曾被改作佛教寺院兴隆寺，清末尚有正殿15间，东西厢房各3间，正中有一枯井，井口上为戚夫人塑像。现仅存西厢房3间、碑刻1方。1991年3月公布为睢宁县文物保护单位。